# مزرعهكلهتشوب (مقاطعة إسلام آباد غرب)
مزرعهكلهتشوب (بالفارسية: مزرعه‌کله‌چوب) هي قرية تقع في قسم حومة الجنوبي الريفي (مقاطعة إسلام آباد غرب) في إيران.